# Walk Up
Pour plus de détails, voir Fiche technique et Distribution.
Walk Up (hangeul : 탑 ; hanja : 塔 ; RR : tap ; litt. « Tour ») est un film sud-coréen réalisé par Hong Sang-soo et sorti en 2022.
Il est présenté au Festival international du film de Toronto 2022.

## Synopsis
Byeong-soo, un réalisateur, emmène sa fille, Jeong-su, qui souhaite devenir architecte d'intérieur, rencontrer une vieille amie qui travaille dans ce domaine. Celle-ci leur présente un bâtiment dont elle s'est occupée. Byeong-soo doit s'absenter et revient plus tard.

## Fiche technique
- Titre original : 탑
- Titre international : Walk Up
- Titre alternatif : À chaque étage[1]
- Réalisation et scénario : Hong Sang-soo
- Musique : Hong Sang-soo
- Photographie : Hong Sang-soo
- Son : Kim Hye-jeong
- Montage : Hong Sang-soo
- Production : Hong Sang-soo
- Société de production : Jeonwonsa Film
- Société de distribution : Capricci Films (France)
- Pays de production :  Corée du Sud
- Langue originale : coréen
- Format : noir et blanc
- Genre : drame
- Durée : 97 minutes
- Dates de sortie :
  - Canada : 15 septembre 2022 (Festival international du film de Toronto)
  - Corée du Sud : 3 novembre 2022
  - France : 21 février 2024

## Distribution
- Kwon Hae-hyo : Byeong-soo
- Lee Hye-young : Hae-ok
- Song Seon-mi (en) : Seon-hee
- Park Mi-so : Jeong-soo
- Cho Yoon-hee : Ji-yeong
- Shin Seok-ho (ko) : Jules, le serveur
- Lee Hye-yeong : Mme Kim

## Tournage
Le tournage a lieu dans le quartier Nonhyeon-dong, dans l'arrondissement de Gangnam-gu, à Séoul, en automne 2021.

## Distinctions

### Sélections
- Festival international du film de Saint-Sébastien 2022[3] : sélection officielle en compétition
- Festival international du film de Toronto 2022 : sélection officielle
- Festival du film de New York 2022 : sélection officielle